# Sofia Modigh
Anna Sofia Modigh, född 4 juni 1970 i Österåker, är en svensk politiker (kristdemokrat), som var riksdagsledamot (tjänstgörande ersättare) 2 januari–30 april 2017 för Stockholms kommuns valkrets.

## Biografi
Modigh är uppvuxen i Västerås och bosatt i Högalids församling i Stockholm.
Modigh blev vald till förbundsordförande för Ungdomens Nykterhetsförbund 1994 och tilldelades 1996 Allmänna Barnhusets stora pris för sina insatser. Modigh har ett stort engagemang för folkhälsopolitiska frågor och socialpolitik och då särskilt frågor med anknytning till alkohol- och narkotikapolitik. Hon har särskilt uppmärksammat barn och ungdomars uppväxtvillkor och har under många år drivit frågan om ett ökat stöd, och större insatser från både det offentliga, företag och den ideella sektorns sida, till barn som växer upp med missbrukande föräldrar.
Modigh har varit vice ordförande för Sveriges största nykterhetsorganisation IOGT-NTO, samt organisationens alkoholpolitiska chef. Hon har varit rektor för Nykterhetsrörelsens Bildningsverksamhet (NBV). På uppdrag av socialdepartementet startade Modigh 1998 hemsidan Drugsmart tillsammans med Mia Sundelin. Syftet bakom initiativet är att förebygga missbruk bland barn och ungdomar i åldersgruppen 13-19 år, genom att tillhandahålla fakta och information.

### Politiska förtroendeuppdrag
Modigh är medlem i Kristdemokraterna och har erhållit flera förtroendeuppdrag å partiets vägnar. År 2011 blev hon invald i Kristdemokraternas nationella partistyrelse. Modigh är ordförande för partiets lokalavdelning på Södermalm i Stockholm och ledamot i Kristdemokratiska Kvinnorförbundet i Stockholm. I 2014 års kommunalval fick Kristdemokraterna 19125 röster i Stockholm och fick därför ytterligare ett mandat, i samband med vilket Modigh för första gången tog plats i kommunfullmäktige.
År 2009 kandiderade Modigh till Europaparlamentet och var då Kristdemokraternas andranamn på listan. På valsedeln hade hon titeln ”opinionsbildare".
Från 2 januari till 30 april 2017 var Modigh tjänstgörande ersättare i riksdagen för Caroline Szyber. I riksdagen var hon extra suppleant i justitieutskottet och konstitutionsutskottet.

## Övrigt
Modigh har ett stort motorcykelintresse och i samband med 2014 års Prideparad i Stockholm blev hon utsedd till paradens ”tuffing” av makthavare.se, med motiveringen: ”kristdemokratisk Pridekämpe på motorcykel!”.